# Paul Poulet
Paul Poulet (1887-1946) fue un matemático autodidacta belga que hizo varias contribuciones importantes a la teoría de números, incluido el descubrimiento de números sociables en 1918. También se le recuerda por calcular los números pseudoprimos respecto a la base 2, primero hasta 50 millones en 1926, y luego hasta 100 millones en 1938. Estos números a menudo se denominan números de Poulet en su honor (también se conocen como números fermatianos o de Sarrus). En 1925, publicó cuarenta y tres nuevos números perfectos múltiples, incluidos los dos primeros números octoperfectos conocidos. Sus logros son particularmente notables dado que trabajó sin la ayuda de computadoras o de calculadoras modernos.

## Carrera
Poulet publicó al menos dos libros sobre su trabajo matemático, Parfaits, amiables et extensions (1918) (Perfect and Amicable Numbers and Their Extensions) y La chasse aux nombres (1929) (' 'La caza de los números'). Escribió este último en el pueblo francés de Lambres-lez-Aire en Paso de Calais (departamento), a poca distancia al otro lado de la frontera con Bélgica. Ambos fueron publicados por éditions Stevens de Región de Bruselas-Capital.

## Cadenas sociables
En un sociable chain, o ciclo de alícuotas, una secuencia de sumas divisibilidad vuelve al número inicial. Estas son las dos cadenas que Poulet describió en 1918:
12496 → 14288 → 15472 → 14536 → 14264 → 12496 (5 enlaces)
14316 → 19116 → 31704 → 47616 → 83328 → 177792 → 295488 → 629072 → 589786 → 294896 → 358336 → 418904 → 366556 → 274924 → 275444 → 243760 → 376736 → 381028 → 285778 → 152990 → 122410 → 97946 → 48976 → 45946 → 22976 → 22744 → 19916 → 17716 → 14316 (28 enlaces)
La segunda cadena sigue siendo, con mucho, la más antigua conocida, a pesar de las exhaustivas búsquedas informáticas iniciadas por el matemático francés Henri Cohen en 1969. Poulet introdujo cadenas sociables en un artículo en la revista  L'Intermédiaire des Mathématiciens #25 (1918). El periódico decía así (junto al original en idioma francés):

 
Si l'on considère un nombre entier a, la somme b de ses parties aliquotes, la somme c des parties aliquotes de b, la somme d' ' des parties aliquotes de c et ainsi de suite, on obtient un développement qui, poussé indéfiniment, peut se présenter sous trois aspectos différents:
Le plus souvent on finit par tomber sur un name premier, puis sur l'unité. Le développement est fini.
On retrouve à un moment donné un nombre déjà recontré. Le développement est indéfini et périodique. Si la période n'a qu'un terme, ce terme est un nombre parfait. Si la période a deux termes, ces termes sont des nombres amiables. La période peut avoir plus de deux termes, qu'on pourrait appeler, pour garder la méme terminologie, des nombres sociables.
Par exemple le nombre 12496 engendre une période de 4 termes, le nombre 14316 une période de 28 termes.
Enfin dans ciertos casos, al llegar a los nombres très grands qui rendent la calcul insupportable. Ejemplo: el nombre 138.
Cela étant, je demande:
Si ce troisième cas existe réellement ou si, en poursuivant indéfiniment le calcul, il ne se résoudrait pas nécessairement dans l'un ou l'autre des deux premiers, comme je suis porté à le croire.
Si l'on connait d'autres groupes sociables que ceux donnés plus haut, notament des groupes de trois termes. (Il est inutile, je pense, d'essayer les nombres inférieurs à 12000 que j'ai tous examinés.)
 
Si se considera un número entero a, la suma b de sus divisores propios, la suma c de los divisores propios de b, la suma d de los divisores propios de c, y así sucesivamente, se crea una secuencia que, continuada indefinidamente, puede desarrollarse de tres maneras:
Lo más frecuente es llegar a un número primo, luego a la unidad [es decir, 1]. La secuencia termina aquí.
Se llega a un número previamente calculado. La secuencia es indefinida y periódica. Si el período es uno, el número es perfect. Si el período es dos, los números son amicable. Pero el período puede ser más largo que dos, involucrando lo que llamaré, para mantener la misma terminología, números sociables. Por ejemplo, el número 12496 crea un período de cuatro términos, el número 14316 un período de 28 términos.
Finalmente, en algunos casos una secuencia crea números muy grandes que se vuelven imposibles de resolver en divisores. Por ejemplo, el número 138.
Siendo esto así, pregunto:
Si este tercer caso existe realmente o si, calculando lo suficiente, uno no terminaría necesariamente en uno de los otros dos casos, como me veo obligado a creer.
Si se pueden encontrar cadenas sociables distintas a las anteriores, especialmente cadenas de tres términos. (Creo que no tendrá sentido probar números por debajo de 12000, porque los he probado todos).